# Hjärtan i Atlantis
Hjärtan i Atlantis (originaltitel: Hearts in Atlantis) är en bok från 1999 av Stephen King. Boken gavs ut i svensk översättning 2001. Den består av fem berättelser som är löst förbundna med varandra. Den första berättelsen (som inte heter "Hjärtan i Atlantis") är underlag för filmen Hjärtan i Atlantis (2001).

## Handling
Den första novellen, "Low men in Yellow Coats" - Låga män i Gula Rockar" -  handlar om Bobby, en ung pojke som bor i Harwich, Connecticut, och händelserna som inträffar när Ted Brautigan (en äldre herre som även återfinns i Stephen King's serie Det Mörka Tornet) flyttar in i samma hus som Bobby och hans mamma, Liz.
Titelnovellen därefter handlar om ett gäng med studenter på Maine's Universitet, och kortspelet "Hearts" som Pete och hans vänner i deras studenthem blir allt mer beroende av - samtidigt som de upptäcker möjlighet att protestera mot vad de anser fel.